# Ellisville, Mississippi
Ellisville là một thành phố thuộc quận Jones, tiểu bang Mississippi, Hoa Kỳ. Năm 2010, dân số của thành phố này là 4 448 người.

## Dân số
- Dân số năm 2000: 4 210 người.
- Dân số năm 2010: 4 448 người.